# 硬石工场
硬石工场（意大利语：Opificio delle pietre dure）是意大利文化遗产部设在佛罗伦萨的一个公共机构。它是艺术修复领域的全球领导者，为意大利两所国立保护学校之一 ，另一所是保护与修复高等研究所（Istituto Superiore per la Conservazione ed il Restauro）。研究所还开设了专门的图书馆、档案馆，以及博物馆，展示一些历史例子，展示宝石镶贴艺术文物的历史实例。 科学实验室进行研究和诊断，并提供预防性保护服务。

## 历史

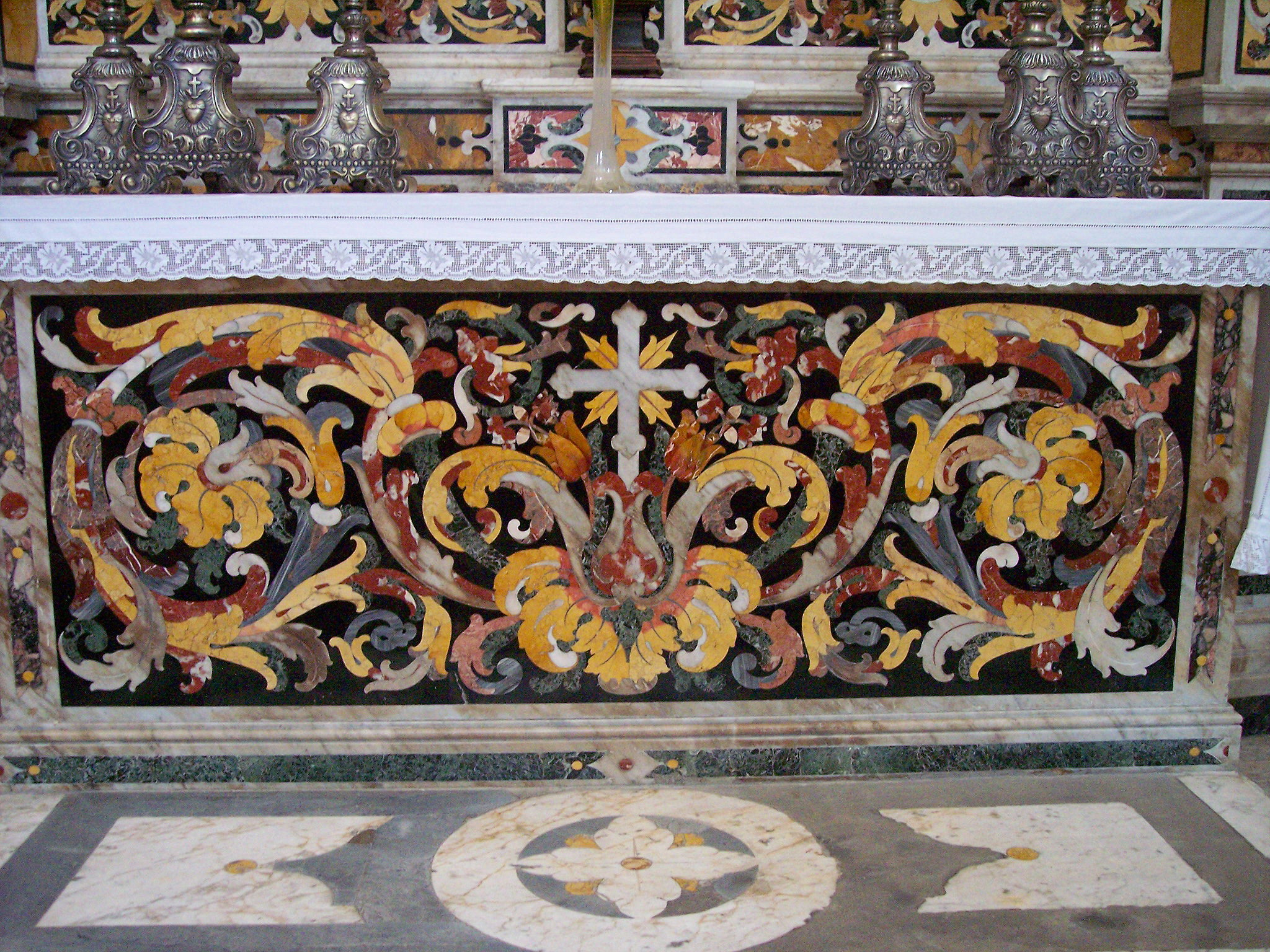
杜布罗夫尼克圣母升天主教座堂的祭坛装饰

硬石工场作为意大利文艺复兴时期著名的艺术工作室之一,于 1588 年由斐迪南一世·德·美第奇创立，提供精心设计的镶嵌宝石作品。 手工艺的杰作之一是佛罗伦萨圣老楞佐圣殿王子小圣堂的整体装饰。这项技术起源于拜占庭镶嵌作品。

硬石工场最初设于圣马可美第奇赌场, 然后在烏菲茲，最终在1796年搬到目前的位置在维亚阿尔法尼街(Via Alfani). 19世纪末以后，该研究所的活动从艺术品的制作转向修复。最初专门从事硬石雕刻，工场是该领域世界权威, 后来扩展到其他相关领域（大理石雕塑，青铜器，陶瓷）。

### 部门

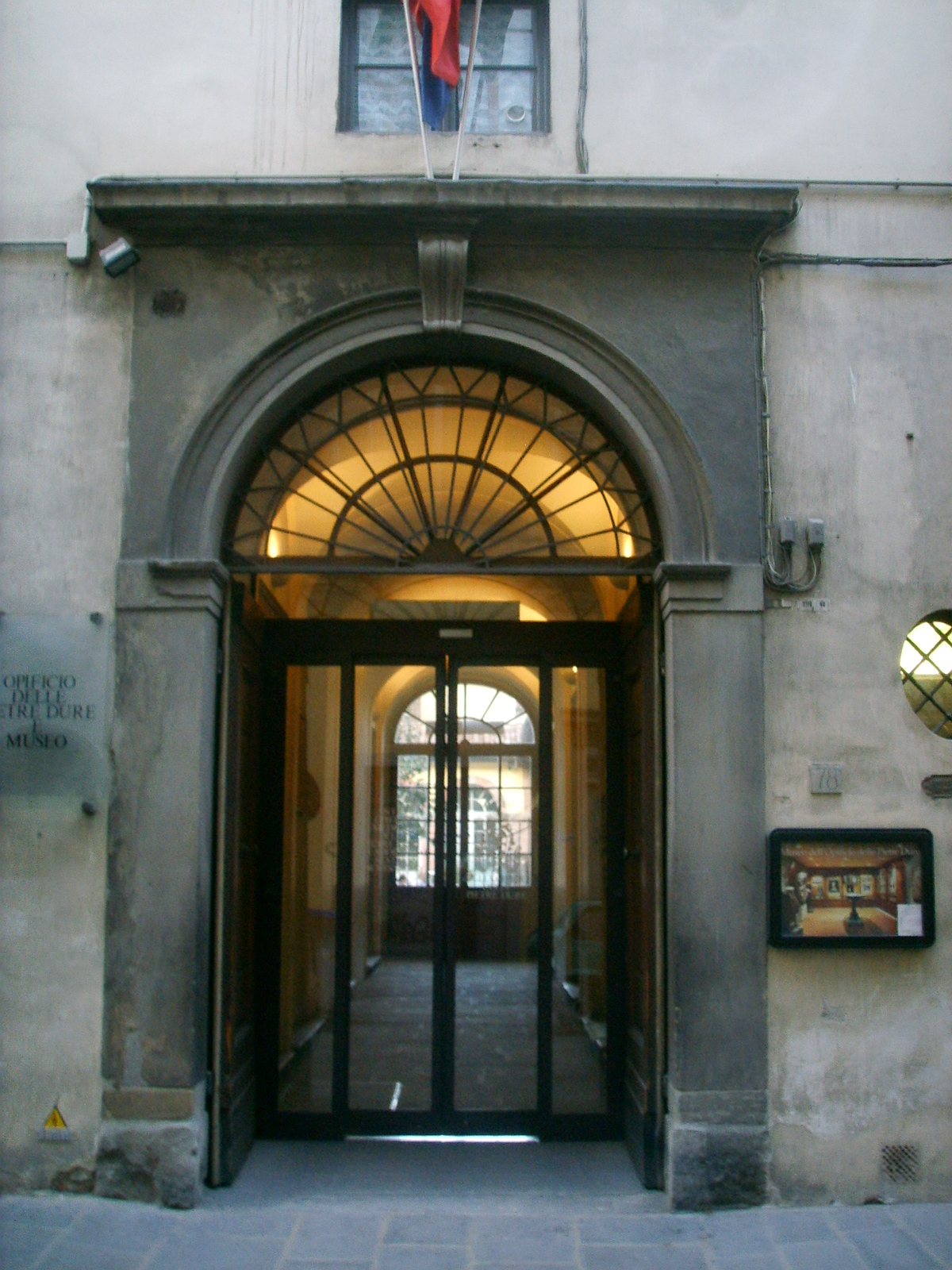

- 地毯
- 青铜器和古代武器
- 木制雕塑
- 壁画
- 绘画
- 石材
- Pietre dure mosaics
- 珠宝
- 架上绘画
- 陶器
- 纺织品